# 감압 (잠수)

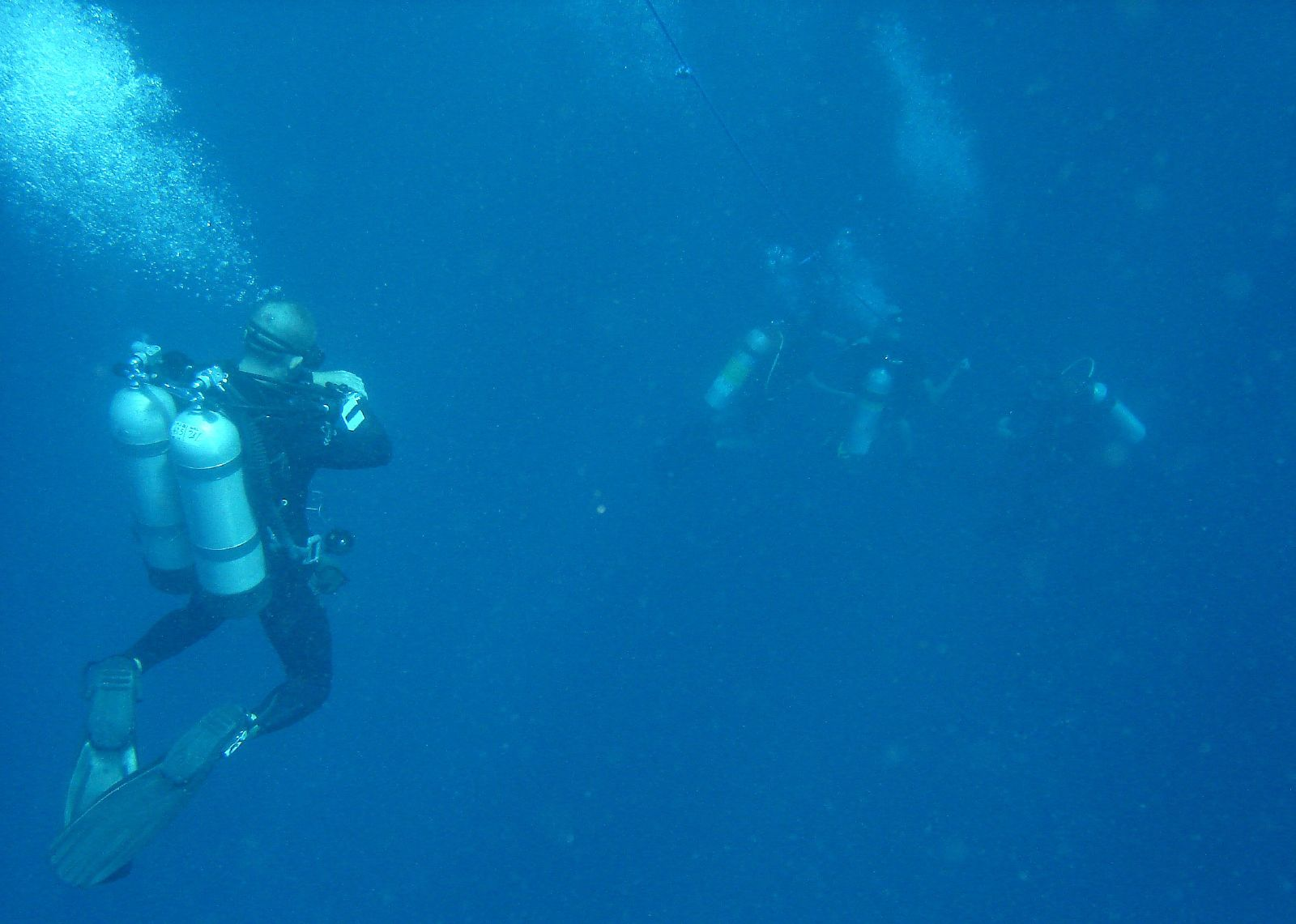
잠수 과정이 끝나갈 때 다이버들이 물 속에서 감압을 실시하고 있다

감압(Decompression)이란 잠수에 있어서 다이버가 상승을 시도할 때에 느낄 수 있는 주변의 압력이 감소하는 현상을 말한다. 또는 다이버가 상승할 때, 혹은 상승 중 감압을 위해 일시적으로 정지했을 때 다이버의 몸에 용해된 불활성 가스를 제거하는 과정을 뜻한다. 또한 해수면으로 부상한 후에는 다른 다이빙을 시작하거나 혹은 가스 농도가 평행에 도달할 때까지 실시한다.